# Carlos Rivas Torres
Carlos Rivas Torres  (Chimbarongo, San Fernando, Chile, 24 de mayo de 1953) es un exfutbolista chileno. Jugó de volante derecho de creación. 
Además es padre del canadiense Carlos Rivas Godoy, quien ha jugado en diferentes equipos mexicanos, chilenos y canadienses. 

## Trayectoria
Nació futbolísticamente en Audax Italiano en la segunda infantil, al cual llegó en 1967 . En 1970, con 17 años de edad debutó en Primera división en Audax Italiano, equipo en el que jugó hasta el año 1972. Desde 1973 a 1975, juega en Deportes Antofagasta siendo estos tres años considerados como el período de su consolidación, de tal forma que el último año es llamado a la selección nacional.  En 1976 fue transferido a Deportes Concepción, para volver a Santiago en 1977 contratado por Santiago Morning.
El año 1978 fue contratado por Colo-Colo, equipo en el que actuó hasta el año 1982, logrando cuatro títulos en las cinco temporadas con la camiseta alba.
Su último año activo fue en 1983 en tres clubes distintos, primero en Santiago Wanderers de Valparaíso en el Torneo Polla Gol, hasta el mes de abril. En el mes de mayo se fue a Canadá, con un contrato por tres meses, a jugar por el Edmonton.  Vuelve para enrolarse en Unión Española para jugar desde la décima novena fecha hasta el término del torneo, en abril de 1984.
Ese año 1984, vuelve a Canadá, se radica y establece una escuela de fútbol  ("The Carlos Rivas Soccer School") en la ciudad de Vaughan, Ontario. Además, termina su carrera profesional jugando en los equipos de la Canadian National Soccer League Dynamo Latino, Toronto Blizzard, Toronto Italia y Chile Lindo. El 27 de agosto de 1987, fue suspendido por la liga por 4 años debido a su participación en una pelea entre los jugadores de Chile Lindo y Detroit Wheels.
Entre sus características como volante ofensivo, es recordado por su manejo técnico, inteligente visión de cancha, y sobre todo por el buen golpe al balón y certero en pelotas detenidas, hizo varios goles de excelente factura de tiros libres,  siendo recordado por un gol de tiro libre ante Ecuador que a la larga permitió la clasificación chilena al Mundial de España.

## Selección nacional
Sus registros muestran un amplio recorrido como seleccionado, comenzando como juvenil en 1969 y 1972, en 1970 fue nominado en la selección joven. Fue internacional con la Selección de fútbol de Chile, entre los años 1975 y 1982, período en el que jugó la cantidad de 42 partidos, registrando 8 goles convertidos.
Fue subcampeón de la Copa América 1979 y convirtió el gol en la final de vuelta en Santiago frente a la Selección de Paraguay, sin embargo no bastaría, ya que de visita perdieron 3 goles a 0 frente a los paraguayos. En el partido definitivo en  Argentina  empataron a 0 por lo cual no pudieron dar vuelta el resultado de global 3 a 1 .
Fue parte del plantel que jugó la Copa Mundial de Fútbol de 1982, en España

### Participaciones en Copas del Mundo
| Mundial                        | Sede   | Resultado     |
| ------------------------------ | ------ | ------------- |
| Copa Mundial de Fútbol de 1982 | España | Primera fase. |

### Participaciones en Eliminatorias Sudamericanas
| Eliminatorias                    | Equipo | Resultado   |
| -------------------------------- | ------ | ----------- |
| Eliminatorias Sudamericanas 1982 | Chile  | Clasificado |

### Participaciones en Copas América
| Torneo            | Sede     | Resultado  |
| ----------------- | -------- | ---------- |
| Copa América 1979 | Sin Sede | Subcampeón |

## Clubes
| Club                 | País   | Año       |
| -------------------- | ------ | --------- |
| Audax Italiano       | Chile  | 1970-1972 |
| Deportes Antofagasta | Chile  | 1973-1975 |
| Deportes Concepción  | Chile  | 1976      |
| Santiago Morning     | Chile  | 1977      |
| Colo-Colo            | Chile  | 1978-1982 |
| Santiago Wanderers   | Chile  | 1983      |
| Edmonton             | Canadá | 1983      |
| Dynamo Latino        | Canadá | 1983      |
| Unión Española       | Chile  | 1983-1984 |
| Dynamo Latino        | Canadá | 1985      |
| Toronto Blizzard     | Canadá | 1986      |
| Toronto Italia       | Canadá | 1986      |
| Chile Lindo          | Canadá | 1987      |

## Palmarés

### Campeonatos nacionales
| Título           | Club      | País  | Año  |
| ---------------- | --------- | ----- | ---- |
| Primera División | Colo-Colo | Chile | 1979 |
| Copa Chile       | Colo-Colo | Chile | 1981 |
| Primera División | Colo-Colo | Chile | 1981 |
| Copa Chile       | Colo-Colo | Chile | 1982 |